# Mikey Madison
Mikaela „Mikey” Madison Rosberg (n. 25 martie 1999, Los Angeles, California, SUA) este o actriță americană, câștigătoare a premiului Oscar, pentru rolul din Anora. A devenit cunoscută pentru rolul principal din serialul de comedie Better Things. Rolul principal din drama Anora a lui Sean Baker i-a adus recunoașterea internațională și cele mai importante premii internaționale pentru interpretare între care premiul Oscar și premiul BAFTA.

## Primii ani
Mikey Madison s-a născut în Los Angeles și are un frate geamăn. Mai are două surori mai mari și un frate mai mare. A locuit în Santa Clarita în primii ani din viață, înainte ca familia ei să se mute în cartierul Woodland Hills din San Fernando Valley.
Madison a practicat în copilărie călăria la nivel competitiv înainte de a trece la actorie la vârsta de 14 ani, fiind activă ca actriță din 2013. A fost educată acasă după clasa a șaptea.

## Carieră
Inițial a apărut în principal într-o serie de scurtmetraje. În 2016, ea a preluat unul dintre rolurile principale în serialul de comedie Better Things difuzat de FX.
În 2018, a avut roluri secundare în filmele Monstrul și Nostalgia. În 2019, ea a interpretat rolul Susan Atkins, membră al familiei Manson, în filmul lui Quentin Tarantino, A fost odată la... Hollywood. A jucat rolul Amber Freeman în filmul slasher din 2022 Scream de Matt Bettinelli-Olpin și Tyler Gillett. În 2024 a jucat rolul principal ca lucrătoare sexuală în tragicomedia lui Sean Baker Anora, care a câștigat Palme d'Or la a 77-a ediție a Festivalului de Film de la Cannes.